# Resolutie 1629 Veiligheidsraad Verenigde Naties
Resolutie 1629 van de Veiligheidsraad van de Verenigde Naties werd unaniem door de VN-Veiligheidsraad aangenomen op 30 september 2005. De resolutie stond toe dat de Belgische rechter Christine Van Den Wyngaert in het Joegoslaviëtribunaal op een zaak werd gezet voor de aanvang van haar ambtstermijn.

## Achtergrond
In 1980 overleed de Joegoslavische leider Josip Broz Tito, die decennialang de bindende kracht was geweest tussen de zes deelstaten van het land. Na zijn dood kende het nationalisme een sterke opmars en in 1991 verklaarde Bosnië en Herzegovina zich onafhankelijk. De Servische minderheid in het land kwam hiertegen in opstand en begon een burgeroorlog, waarbij ze probeerden de Bosnische volkeren te scheiden. Tijdens die oorlog vonden massamoorden plaats waarbij tienduizenden mensen omkwamen. In 1993 werd het Joegoslaviëtribunaal opgericht, dat de oorlogsmisdaden die hadden plaatsgevonden moest berechten.

## Inhoud
De Veiligheidsraad:
- Neemt akte van de brief van de secretaris-generaal aan de raadsvoorzitter op 14 september.
- Beslist dat, ondanks dat de ambtstermijn van rechter Christine Van Den Wyngaert pas op 17 november aanvangt, zij als permanente rechter aan de zaak Mrkšić, die al op 3 oktober aanvangt, wordt toegewezen.

## Verwante resoluties
- Resolutie 1597 Veiligheidsraad Verenigde Naties
- Resolutie 1613 Veiligheidsraad Verenigde Naties
- Resolutie 1639 Veiligheidsraad Verenigde Naties
- Resolutie 1660 Veiligheidsraad Verenigde Naties (2006)

Lijst ·  1581 ·  1582 ·  1583 ·  1584 ·  1585 ·  1586 ·  1587 ·  1588 ·  1589 ·  1590 ·  1591 ·  1592 ·  1593 ·  1594 ·  1595 ·  1596 ·  1597 ·  1598 ·  1599 ·  1600 ·  1601 ·  1602 ·  1603 ·  1604 ·  1605 ·  1606 ·  1607 ·  1608 ·  1609 ·  1610 ·  1611 ·  1612 ·  1613 ·  1614 ·  1615 ·  1616 ·  1617 ·  1618 ·  1619 ·  1620 ·  1621 ·  1622 ·  1623 ·  1624 ·  1625 ·  1626 ·  1627 ·  1628 ·  1629 ·  1630 ·  1631 ·  1632 ·  1633 ·  1634 ·  1635 ·  1636 ·  1637 ·  1638 ·  1639 ·  1640 ·  1641 ·  1642 ·  1643 ·  1644 ·  1645 ·  1646 ·  1647 ·  1648 ·  1649 ·  1650 ·  1651